# 岩石浮雕

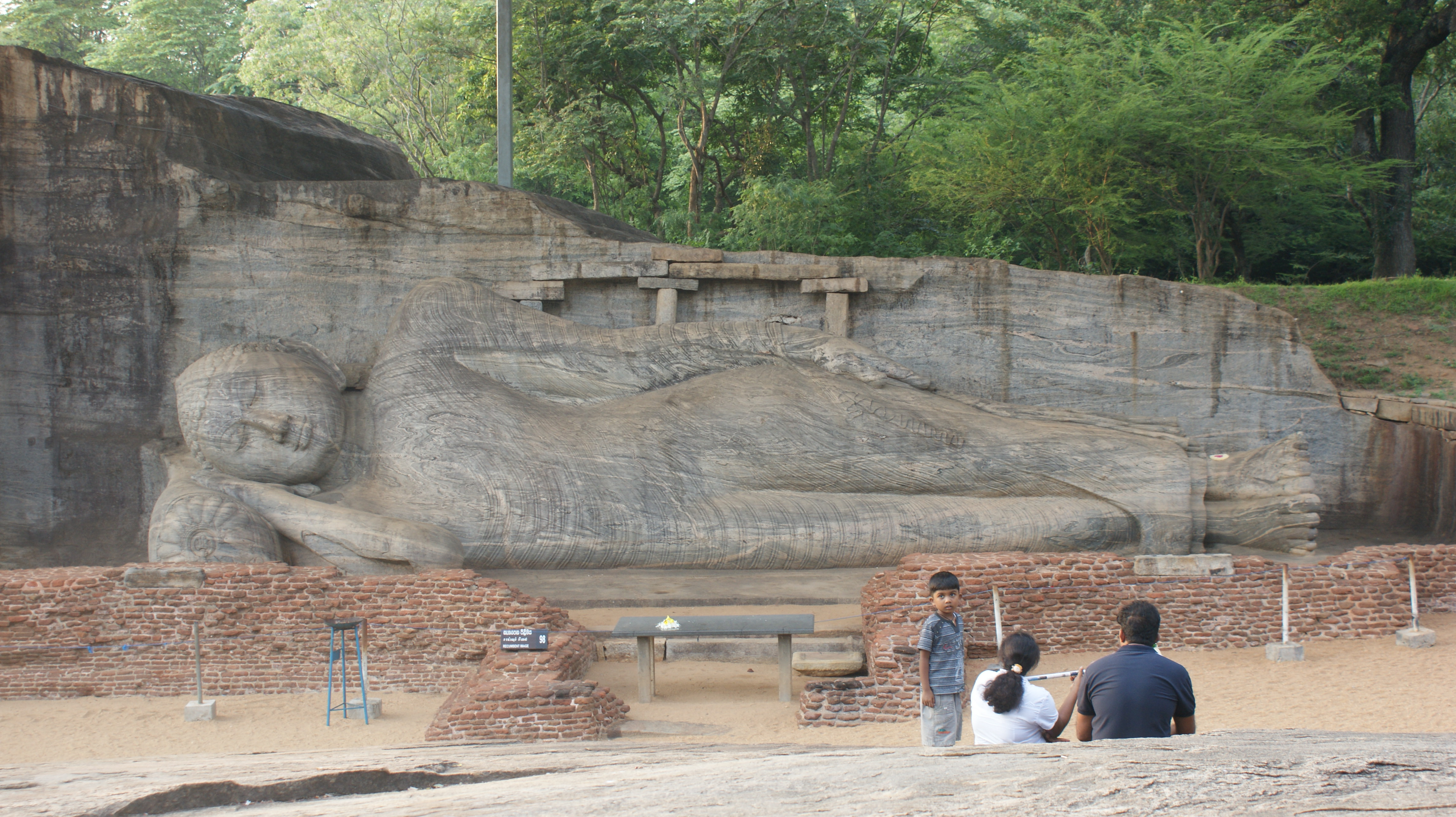
卧佛，位于斯里蘭卡

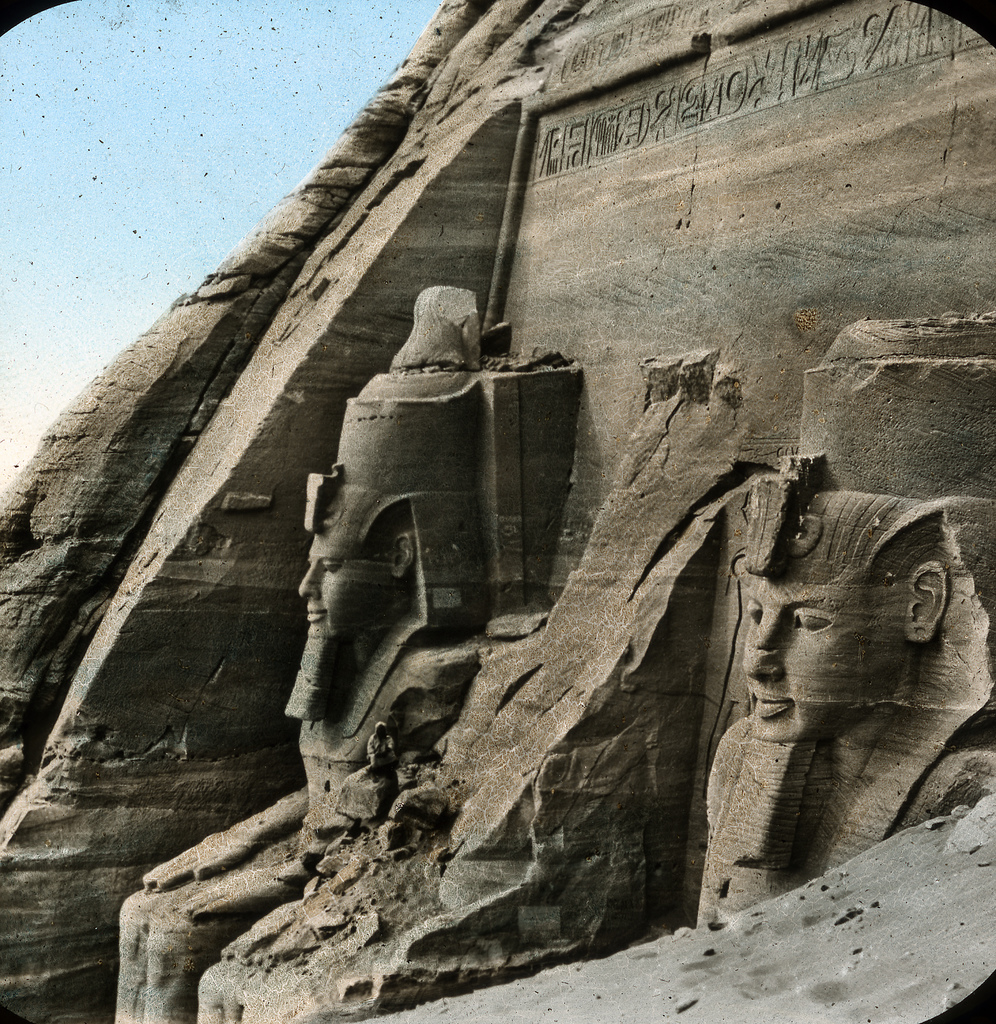
阿布辛拜勒神廟的浮雕（在转移之前）

岩石浮雕是指刻在诸如悬崖等地的浮雕（而非一块单独的石头上），是一种岩石艺术，有时附近还有岩雕建筑。然而，在所有的岩石艺术中人们常常会关注史前文明人类的岩刻、岩画，而忽略了岩石雕塑。

## 注解
1. ↑  Harmanşah (2014), 5–6